# Nidhogg
Nidhogg ili Níðhöggr ("derač kože") u nordijskoj je mitologiji zmaj koji je jede stablo svjetova Ygddrasil i koji je ukleo orla koji je živio na njegovim granama. Također jede tijela. Govori se da se za vrijeme Ragnaröka bori na strani Lokija. No ni u jednoj poemi Nidhogg se ne bori u Ragnaröku. Zato se pretpostavlja da ostaje u Niflheimu za vrijeme borbe.
Ostale zvijeri koje jedu Ygddrasil:
- Goin
- Moin